# Megachile saganeitana
Megachile saganeitana är en biart som beskrevs av Giovanni Gribodo 1894.
Megachile saganeitana ingår i släktet tapetserarbin, och familjen buksamlarbin. Inga underarter finns listade i Catalogue of Life.